# Komitety Pomocy Uchodźcom Żydowskim z Niemiec w Polsce
Komitety Pomocy Uchodźcom Żydowskim z Niemiec w Polsce – oddolnie formowane, pozbawione centralnego zarządu, organizacje pomocy Żydom wypędzanym z III Rzeszy, działające na terenie II Rzeczypospolitej.

## Historia
Komitety zaczęły powstawać w Polsce po wygranej Hitlera w wyborach w Niemczech w 1933 i nasileniu się, m.in. na mocy ustaw norymberskich, różnego rodzaju prześladowań Żydów, w tym wypędzeń. Polska stanowiła kraj, do którego w dużej liczbie napływać zaczęli uchodźcy żydowscy, wymagający opieki i wsparcia. Komitety powstawały spontanicznie początkowo w tych rejonach, gdzie pojawiali się wypędzeni z Niemiec Żydzi.
Choć komitety nie miały jednego centralnego ośrodka zarządzającego, to ich rzecznikiem był Międzyorganizacyjny Komitet Pomocy Uchodźcom Żydowskim w Warszawie. Środki finansowe na pomoc pochodziły przede wszystkim ze zbiórek, opodatkowań czy dotacji Jointu. Szczególną aktywność komitetów spowodowało wypędzenie z III Rzeszy znacznej liczby polskich Żydów w październiku 1938, zwłaszcza przez przejście graniczne w Zbąszyniu. Delegaci komitetów odwiedzali Zbąszyń (Emanuel Ringelblum i Izaak Giterman) oraz Chojnice (Ignacy Borenstein). 4 listopada 1938 powołano do życia w Warszawie (ul. Tłomackie 5) Ogólny Komitet Pomocy Uchodźcom Żydowskim z Niemiec. Jego szefem został Mojżesz Schorr. Komitet ten zaczął odgrywać rolę wiodącą wśród podobnych organizacji.
Pod koniec 1938 istniało w Polsce niemal osiemset różnych komitetów pomocowych współpracujących z organizacjami społecznymi, opiekuńczymi czy oświatowymi. Działały one pod auspicjami gmin żydowskich (kahałów), a także różnych nurtów politycznych i społecznych: asymilacyjnych, ortodoksyjnych (np. Aguda) i syjonistycznych. Również Bund stworzył Robotniczy Komitet Pomocy.

## Formy wsparcia
Formami wsparcia udzielanymi przez komitety była pomoc doraźna, finansowa, rzeczowa (odzieżowa i żywnościowa), jak również prowadzenie przygotowania do zawodu, łączenie rodzin czy wspieranie ruchu emigracyjnego do Palestyny.